# Булзешти (Хунедоара)
Булзешти (рум. Bulzeşti) насеље је у Румунији у округу Хунедоара. Oпштина се налази на надморској висини од 621 m.

## Становништво
Према подацима из 2011. године у насељу је живело 400 становника.